# Sans Forgetica

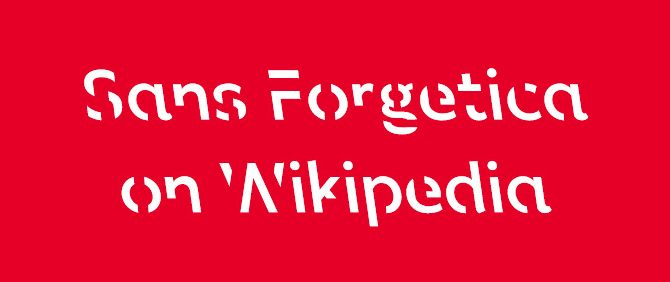
Muestra de lectura de la fuente: Sans Forgetica on Wikipedia (en inglés «Sans Forgetica en Wikipedia»)

Sans Forgetica es una variación de un tipo de letra sans-serif que supuestamente ayuda a los estudiantes a retener la información que leen. Dos años después de su lanzamiento y habiendo recibido mucha publicidad, el primer estudio científico demostró que Sans Forgetica no era efectivo para mejorar la memoria. Inclinado hacia atrás y con huecos en las formas de las letras, este tipo de letra está diseñado para reducir la legibilidad; añade complejidad de lectura a las tareas de aprendizaje basándose en el principio psicológico conocido como dificultad deseable. Se encuentra bajo la licencia Creative Commons Atribución-No Comercial.

## Desarrollo
Esta fuente fue desarrollada en 2018 por la Universidad RMIT en Melbourne, Australia, y se afirma que fue diseñada específicamente por un equipo multidisciplinario de especialistas para ayudar a las personas a recordar mejor el material que han leído. Tiene características de tipos de letra tanto geométricas como humanistas, en las tradiciones del Estilo Tipográfico Internacional y se asemeja a la forma oscura e inconexa de una familia tipográfica como Futura.
Se cree que los lectores escanean fuentes tradicionales sin dificultad, utilizando su memoria en las habilidades de lectura.
Por el contrario, el texto en una fuente desconocida que es muy difícil de leer puede ser contraproducente, por lo que los diseñadores afirman haber encontrado un equilibrio ideal entre estos dos extremos que ha demostrado ser efectivo con (alrededor de 400) estudiantes que participaron en el proceso de desarrollo.

## Disponibilidad
Sans Forgetica ha sido producido para el alfabeto latino. Este tipo de letra se proporciona de forma gratuita como un archivo de fuente OpenType y también está disponible como una extensión para el navegador Chrome, que produce texto en pantalla que tiene la intención de tener una dificultad de recuperación óptima.
El archivo zip descargable incluye un archivo de tipo abierto (SansForgetica-Regular.otf) compatible con la mayoría de los sistemas operativos, incluidos Microsoft Windows, macOS y Linux (a través de Font-viewer/install). También hay una breve explicación del proceso de desarrollo (The story of Sans Forgetica.pdf).

## Evidencia
Sans Forgetica se generó a partir de un estudio de 96 estudiantes universitarios australianos. Siguió un experimento en línea que incluyó a 303 estudiantes.
Una investigación que involucró a 882 personas, publicada y reportada en la revista Memory en mayo de 2020, no encontró evidencia de que el uso de la fuente ayudara al aprendizaje o la memoria, y en una tarea de aprendizaje de palabras emparejadas, en realidad perjudicara la memoria. La evidencia adicional de que Sans Forgetica no mejora la memoria se publicó en la misma revista unos meses después.